# Pyry Soiri
Pyry Henri Hidipo Soiri, född 22 september 1994, är en finländsk fotbollsspelare som spelar för Kallithea FC i den grekiska ligan.

## Bakgrund
Soiri är född i Ekenäs till en namibisk far och en finländsk mor. Under sina första år bodde Soiri i Helsingfors, men han bodde även en stor del av sin ungdom i Moçambique, Namibia och Tanzania. Anledningen till detta var att hans mor, Iina Soiri, reste runt i Afrika för sitt jobb på Nordiska Afrikainstitutet i Uppsala.

## Klubbkarriär
Soiris moderklubb är Pallo-Pojat. 2010 gick han till MYPA. Soiri debuterade i Tipsligan den 19 april 2012 i en 2–0-vinst över FF Jaro, där han blev inbytt i den 90:e minuten mot Niko Kukka.
Inför säsongen 2015 gick Soiri till VPS. I februari 2017 värvades han av vitryska Sjachtar Salihorsk. Den 10 augusti 2018 värvades Soiri av österrikiska Admira Wacker. Den 18 juni 2019 värvades Soiri av danska Esbjerg fB, där han skrev på ett treårskontrakt.
Den 4 oktober 2021 skrev Soiri på ett tvåårskontrakt med HJK Helsingfors med start från säsongen 2022.
Sedan flyttade Soiri till Rumänien och Grekland. I december 2023 skrev Soiri på ett 2½ års kontrakt med rumänska klubben CS Universitatea Craiova, men bara 6 månader senare skrev han på för Kallithea FC.

## Landslagskarriär
Soiri debuterade för Finlands landslag den 6 oktober 2017 i en 1–1-match mot Kroatien, där han blev inbytt i den 80:e minuten mot Perparim Hetemaj och i den 90:e minuten gjorde 1–1-målet.